# Ernesto Villegas (periodista)
Ernesto Emilio Villegas Poljak (Caracas, 29 de abril de 1970) es un periodista, político y escritor venezolano. Actualmente es Ministro de Cultura de Venezuela.

## Biografía

### Juventud, familia y educación
Ernesto Villegas nació en Caracas en el año 1970; es el menor de ocho hermanos, dos de ellos, Mario y Vladimir, también periodistas. Sus otros hermanos son Alicia, Clara, Esperanza, Tatiana y Asia.
Es hijo de Cruz Villegas, dirigente sindicalista comunista, confinado a la selva amazónica durante la dictadura de Marcos Pérez Jiménez, expresidente de la Central Unitaria de Trabajadores de Venezuela (CUTV) y vicepresidente de la Federación Sindical Mundial; y de Maja Poljak de Villegas, periodista y luchadora social comunista de origen judío nacida en Zagreb, Croacia, extinta Yugoslavia.
Se graduó de bachiller en la Escuela Técnica Industrial de Coche. Es periodista egresado de la Universidad Central de Venezuela.

### Vida periodística
Ha trabajado en medios como los periódicos Economía Hoy, El Nuevo País, El Universal, el Quinto Día  y en los programas En Confianza, Despertó Venezuela y Toda Venezuela de Venezolana de Televisión. Fue fundador y director del diario Ciudad Caracas. Fue presidente del canal gubernamental Venezolana de Televisión (VTV).

### Vida política
El 13 de octubre de 2012 Ernesto Villegas es designado por el entonces presidente Hugo Chávez como ministro de Comunicación e Información de Venezuela. El 21 de abril de 2013, en cadena nacional es reafirmado como ministro de Comunicación e Información del Gobierno de Nicolás Maduro. Durante su gestión en este ministerio se crea el Sistema Bolivariano de Comunicación e Información (SiBCI). Fue sucedido por Delcy Rodríguez el 3 de agosto de 2013.
El 8 de diciembre de 2013 fue el candidato de la coalición oficialista Gran Polo Patriótico para la Alcaldía Metropolitana de Caracas en las elecciones municipales de ese año donde obtuvo el segundo lugar con un total de 653.854 votos (47,23 %). Y el 10 de diciembre de 2013 es nombrado ministro de Estado para la Transformación Revolucionaria de la Gran Caracas por el presidente Nicolás Maduro.
El 13 de octubre de 2014 es designado jefe de Gobierno del Distrito Capital sustituyendo a Jacqueline Faría. El 26 de mayo de 2015 Juan Carlos Dugarte asume este cargo. Esta remoción se hizo para dedicarse en su candidatura para las elecciones parlamentarias de 2015.
Nuevamente ejerció como ministro de Comunicación e Información desde de octubre de 2016 hasta noviembre de 2017, siendo sustituido por Jorge Rodríguez. El 2 de marzo de 2017 es nombrado presidente del canal del estado VTV.
Para el 3 de noviembre de 2017 es designado ministro de Cultura por el presidente Nicolás Maduro.

## Obras
- El terrorista de los Bush (2005).[21]
- Abril, golpe adentro (2010).[22]

## Premios y condecoraciones
Ernesto Villegas ha sido ganador del Premio Nacional de Periodismo en tres ocasiones: Mención, Informativo Impreso en 2002, Opinión Televisión en 2006 y Especial Periodismo de Investigación por su libro Abril, golpe adentro en 2010. También ha sido ganador del Premio Aníbal Nazoa del Movimiento Periodismo Necesario, por el libro investigativo, Abril, golpe adentro en 2010.
En 2013 recibió la orden Juan Francisco de León.

## Sanciones
Recientemente Ernesto Villegas fue enlistado como número 51 en la lista de Panamá publicado en el Anexo A de la Resolución 02-2018 del 27 de marzo de 2018, que especifica la lista de personas naturales y jurídicas de nacionalidad venezolana consideradas de alto riesgo en términos de lavado de dinero, financiamiento del terrorismo y financiamiento de la proliferación de armas de destrucción masiva.